# Beware! (film, 1946)

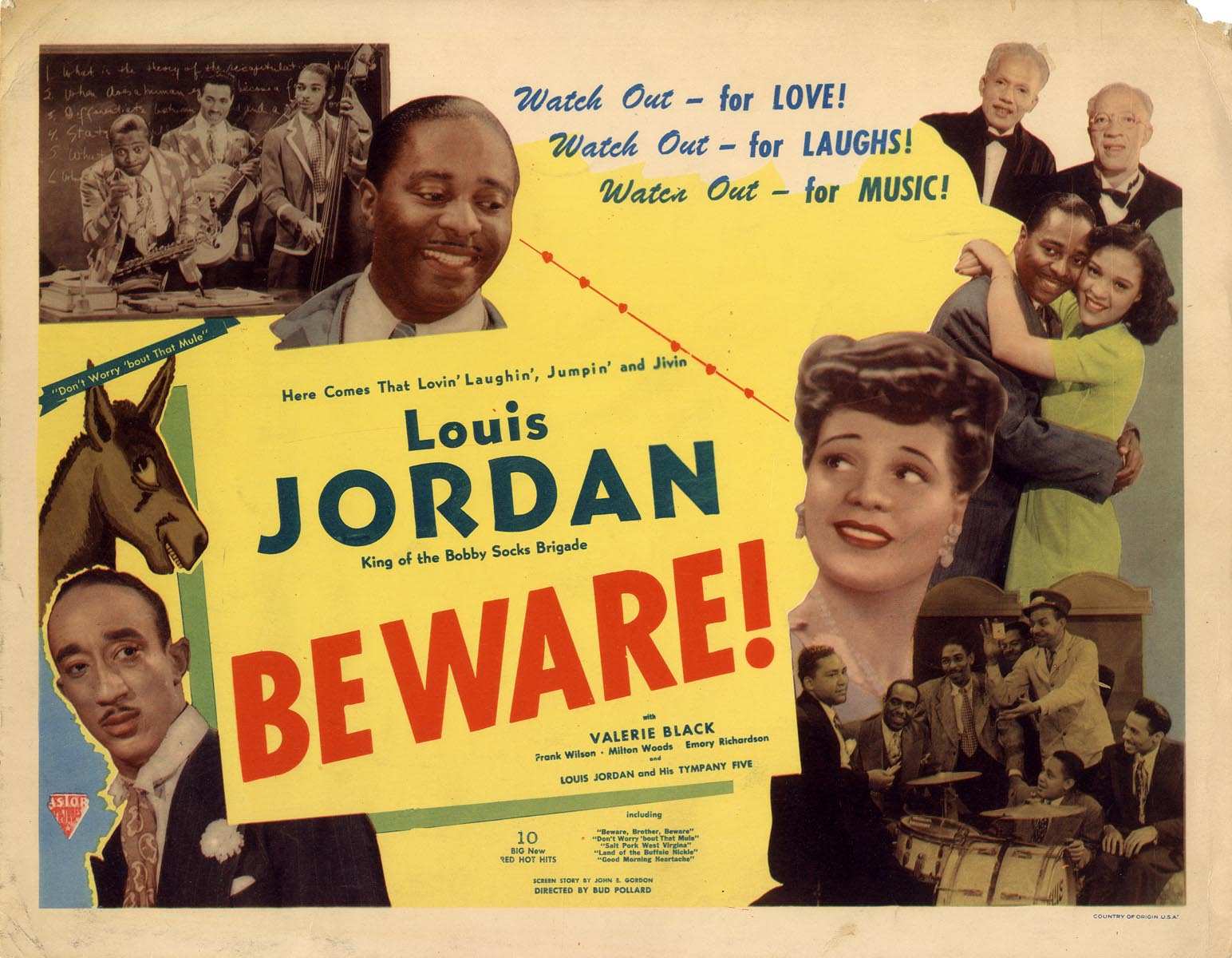
Affiche du film.

Pour les articles homonymes, voir Beware!.
Beware! est un film musical américain réalisé par Bud Pollard et sorti en 1946. Il a été présenté à l'époque comme « le premier grand film musical en couleurs »,.

## Fiche technique
- Réalisation : Bud Pollard
- Scénario : John E. Gordon
- Producteurs : Bud Pollard, Berle Adams
- Photographie : Don Malkames
- Montage : Bud Pollard
- Distributeur : Astor Pictures
- Durée : 54 minutes (ou 64 minutes)[3]
- Date de sortie : 
  - États-Unis : 3 juillet 1946

## Distribution
- Louis Jordan : Lucius Brokenshire "Louis" Jordan
- Frank H. Wilson : Prof. Drury
- Emory Richardson : Dean Hargreaves
- Valerie Black : Annabelle Brown
- Milton Woods : Benjamin Ware III
- Joseph Hiliard : Harry Jones (étudiant)
- Tommy Hix : Donald (étudiant)
- Charles Johnson
- John Frant : Joe
- Ernest Calloway : l'homme à la gare
- Dimples Daniels : danseur
- "The Aristo-Genes" Girls Club

## Bande originale
- "Beware, Brother, Beware"
- "Long Legged Lizzie"
- "You've Got To Have a Beat"
- Louis Jordan and his orchestra - "Salt Pork, West Virginia" (écrit par William Tennsyon Jr.)
- Louis Jordan and his orchestra - "Don't Worry 'Bout That Mule" (écrit par William Davis et Charles Stewart)
- "The Land of the Buffalo Nickel"
- "Good Morning Heartache"
- "How Long Must I Wait"
- Interprété par Louis Jordan et son orchestre - "Old Fashion Passion" (écrit par Claude Demetrius)